# Кіндратів
Кіндра́тів —  село в Україні, у Самбірському районі Львівської області. Населення становить 313 осіб. Орган місцевого самоврядування — Турківська міська рада.
У селі встановлено пам'ятник видатному уродженцеві Михайлові Зубрицькому.

## Географія
Через село тече річка Рикі, права притока Ясінки.

## Церква
Дерев'яна церква святого Димитрія збудована 2003 року. Розташована в центрі села при дорозі.

## Відомі люди
У селі народився Зубрицький Михайло Іванович - греко-католицький священник, український етнограф, фольклорист, історик, громадський діяч (в тому числі місцевого самоврядування Західноукраїнської Народної Республіки), публіцист, дійсний член НТШ (з 29.07.1904, єдиний сільський священник, що мав такий ступінь).